# Élections cantonales de 1973 dans la Somme
Les élections cantonales ont eu lieu le 23 et le 30 septembre 1973.

## Contexte départemental

### Assemblée départementale sortante
Avant les élections, le conseil général de la Somme est présidé par Max Lejeune (MDSF), à la tête du département depuis 1945. Il comprend 42 conseillers généraux issus des 42 cantons de la Somme. 20 d'entre eux sont renouvelables lors de ces élections plus 2 nouveaux cantons (Amiens-Est et Amiens-Sud).
| Parti                                    | Sigle | Sigle | Élus | Groupe                  |
| ---------------------------------------- | ----- | ----- | ---- | ----------------------- |
| Centre (25 sièges)                       |       |       |      |                         |
| Mouvement démocrate-socialiste de France |       | MDSF  | 8    | Majorité départementale |
| Parti radical                            |       | Rad.  | 8    | Majorité départementale |
| Centre démocrate                         |       | CD    | 7    | Majorité départementale |
| Modérés                                  |       | Mod.  | 2    | Majorité départementale |
| Gauche (14 sièges)                       |       |       |      |                         |
| Parti communiste français                |       | PCF   | 9    | Communiste              |
| Parti socialiste                         |       | PS    | 5    | Socialiste              |
| Droite (3 sièges)                        |       |       |      |                         |
| Union des démocrates pour la République  |       | UDR   | 3    | UDR                     |
| Président du conseil général             |       |       |      |                         |
| Max Lejeune (MDSF)                       |       |       |      |                         |

## Conseil général élu
| Canton                | Conseiller sortant   | Parti          | Parti          | Conseiller élu       | Parti | Parti |
| --------------------- | -------------------- | -------------- | -------------- | -------------------- | ----- | ----- |
| Abbeville-Nord        | André Leduc          |                | MDSF           | André Leduc          |       | MDSF  |
| Acheux-en-Amiénois    | Raymond de Wazières  |                | Rad.           | Raymond de Wazières  |       | Rad.  |
| Ailly-le-Haut-Clocher | Alain-Louis Jacques  |                | MDSF           | Alain-Louis Jacques  |       | MDSF  |
| Albert                | Alfred Leclercq      |                | PCF            | Fernand Demilly      |       | MDSF  |
| Amiens-Est            | Nouveau canton       | Nouveau canton | Nouveau canton | Liliane Brunet       |       | PCF   |
| Amiens-Sud-Est        | Michel Couillet *    |                | PCF            | Jean-Claude Broutin  |       | CDP   |
| Amiens-Sud            | Nouveau canton       | Nouveau canton | Nouveau canton | Hubert Henno         |       | RI    |
| Amiens-Sud-Ouest      | Yves Mercher         |                | MDSF           | Gérard Moularde      |       | UDR   |
| Ault                  | Gilbert Defacques    |                | Rad.           | Michel Couillet      |       | PCF   |
| Combles               | Robert Marlot        |                | Rad.           | Albert Flinois       |       | CD    |
| Conty                 | Claude Jeunemaître   |                | CD             | Claude Jeunemaître   |       | CD    |
| Corbie                | Claude Lemoine       |                | PCF            | Claude Lemoine       |       | PCF   |
| Doullens              | Jacques Mossion      |                | Mod.           | Jacques Mossion      |       | Mod.  |
| Gamaches              | Marcelle Delabie     |                | Rad.           | Marcelle Delabie     |       | Rad.  |
| Molliens-Vidame       | Gabrielle Scellier   |                | CD             | Gabrielle Scellier   |       | CD    |
| Montdidier            | Jean-Louis Massoubre |                | UDR            | Jean-Louis Massoubre |       | UDR   |
| Moyenneville          | Roger Castel         |                | CD             | Roger Castel         |       | CD    |
| Nesle                 | Jack Pinçonnet       |                | PS             | Jacques Gronnier     |       | DVD   |
| Roisel                | Paul Lejeune *       |                | Rad.           | Jacques Vasseur      |       | RI    |
| Roye                  | André Coël *         |                | PS             | Jacques Fleury       |       | PS    |
| Rue                   | Gabriel Deray        |                | MDSF           | Gabriel Deray        |       | MDSF  |
| Villers-Bocage        | Pierre Claisse       |                | CD             | Pierre Claisse       |       | CD    |

*Conseillers généraux sortants ne se représentant pas

### Élus
| Partis       | Partis                                   | Conseillers sortants | Conseillers élus | Évolution     |
| ------------ | ---------------------------------------- | -------------------- | ---------------- | ------------- |
|              | Centre démocrate                         | 4                    | 5                | 1             |
|              | Mouvement démocrate-socialiste de France | 4                    | 4                | en stagnation |
|              | Parti radical                            | 5                    | 2                | 3             |
|              | Parti radical                            | 1                    | 1                | en stagnation |
| Total Centre | Total Centre                             | 14                   | 12               | 2             |
|              | Union des démocrates pour la République  | 1                    | 2                | 1             |
|              | Républicains indépendants                | /                    | 2                | 2             |
|              | Centre démocratie et progrès             | /                    | 1                | 1             |
|              | Divers droite                            | /                    | 1                | 1             |
| Total Droite | Total Droite                             | 1                    | 5                | 4             |
|              | Parti communiste français                | 3                    | 3                | en stagnation |
|              | Parti socialiste                         | 2                    | 1                | 1             |
| Total Gauche | Total Gauche                             | 5                    | 4                | 1             |

### Groupes politiques
| Parti                                    | Sigle | Sigle | Élus | Groupe                  |
| ---------------------------------------- | ----- | ----- | ---- | ----------------------- |
| Centre (23 sièges)                       |       |       |      |                         |
| Mouvement démocrate-socialiste de France |       | MDSF  | 8    | Majorité départementale |
| Centre démocrate                         |       | CD    | 8    | Majorité départementale |
| Parti radical                            |       | Rad.  | 5    | Majorité départementale |
| Modérés                                  |       | Mod.  | 2    | Majorité départementale |
| Gauche (13 sièges)                       |       |       |      |                         |
| Parti communiste français                |       | PCF   | 9    | Communiste              |
| Parti socialiste                         |       | PS    | 4    | Socialiste              |
| Droite (8 sièges)                        |       |       |      |                         |
| Union des démocrates pour la République  |       | UDR   | 4    | Républicains de progrès |
| Républicains indépendants                |       | RI    | 2    | Républicains de progrès |
| Centre démocratie et progrès             |       | CDP   | 1    | Républicains de progrès |
| Divers droite                            |       | DVD   | 1    | Républicains de progrès |
| Président du conseil général             |       |       |      |                         |
| Max Lejeune (MDSF)                       |       |       |      |                         |